# Con
För molnarten con, se Congestus
Con eller Coniraya var hos kustindianerna i Huarochirí, Peru den högste guden, son till solen. Han sammansmälter delvis med guden Viracocha och omnämns även som skapelsegud.